# M. H. Daley
M. H. Daley war ein US-amerikanischer Automobilhersteller.

## Unternehmensgeschichte
M. H. Daley betrieb das gleichnamige Unternehmen in Charles City in Iowa. Hauptsächlich stellte er landwirtschaftliche Geräte wie Eggen her. 1895 folgte unter dem Markennamen Daley das erste Automobil. Bis 1898 entstanden sechs Fahrzeuge, danach vielleicht noch eins oder zwei.
Daleys Sohn führte den Betrieb eine Zeitlang weiter, allerdings ohne weitere Automobile zu bauen. Es ist nicht bekannt, wann das Unternehmen aufgelöst wurde.

## Fahrzeuge

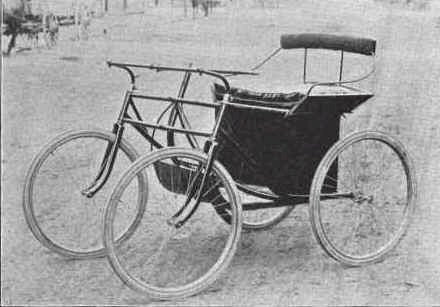
Daley Motor Carriage (1896).

Die Fahrzeuge hatten einen Ottomotor. Der erste Prototyp hatte einen Umlaufmotor, der nicht zufriedenstellend arbeitete. Das Fahrzeug war angemeldet zur Zuverlässigkeitsfahrt Chicago Times-Herald Contest am 28. November  1895, wurde aber nicht rechtzeitig zum Start dieses offiziell ersten Autorennens in den USA fertig und erschien nicht am Start.
Daraufhin folgte ein Zweizylindermotor. Das Fahrzeug wog nur 88 kg. Eine Abbildung zeigt einen offenen Zweisitzer. Die Vorderradaufhängung hatte einen Federweg von ca. 30 cm, um Unebenheiten in der Straße auszugleichen. Der Neupreis betrug 500 US-Dollar.